# Martha Logan
Martha Logan fiktív szereplő a 24 című televíziós sorozatban. Szerepét Jean Smart játssza.

## Szereplései
|  | Alább a cselekmény részletei következnek! |

### Az 5. évadban
Martha Logan az USA First Lady-je a sorozat szerint, férje Charles Logan, az elnök. Martha David Palmer halála után azt állítja, hogy beszélt tegnap este David-del, és az azt mondta neki, hogy nemzetbiztonsági ügyről van szó. Charles Logan, hogy ne okozzon botrányt meghamisíttatja a felvételt, és felesége összeesküvés elméleteit hozza fel mentségként. Kiderül, hogy Martha szinte mindig az idegösszeomlás szélén áll, és gyógyszereket kell szednie. Charles Walt Cummings hatására (akiről később kiderül, hogy áruló) el akarja küldeni Vermont-ba egy elmegyógyintézetbe, de meggondolja magát. Mikor Martha rájön, hogy az ott lévő orosz elnök, Yuri Suvarov és felesége Anja Suvarov ellen merénylet készül, és Charles ezt hagyná beül melléjük a limuzinba. Megmenekülnek, hála Aaron Pierce ügynöknek, akivel Martha bensőséges viszonyba kerül a merénylet után.
Mikor Martha-nak elmondja Charles, hogy ő engedte David Palmer halálát, Martha meggyűlöli őt, de megígéri, hogy nem beszél. Martha ezek után összedolgozik Jack Bauerrel, mindenképpen le akarja leplezni Charles Logant. Még le is fekszik vele, hogy visszatartsa, mert valamit még el kell intézniük. Jack Bauer lehallgató készüléket tesz Martha Logan-re és, amikor Charles üvöltözik vele, mert rájön, hogy felesége elárulta, dühében véletlenül bevallja a dolgokat. Miközben Logan-t elvezetik, mert Martha leleplezi őt, Martha-t és Mike Novick-ot mosolyogva látjuk, Mike, pedig azt is mondja az elnöknek, hogy soha nem volt ilyen rossz elnöke az országnak.

### A 6. évadban
Martha az ötödik évad után összejön Aaron Pierce ügynökkel, és együtt élnek. Amikor Logan beállít hozzájuk egy kéréssel, hogy beszéljen Anja Suvarovval, akivel jó barátnők, Martha felhívja Naja-t, de nagyon felzaklatja magát volt férjének a jelenléte. Martha egy konyhakéssel leszúrja Charles-t, aki később belehal sérülésébe, de utolsó szava volt feleségének neve. Utoljára Martha-t összetörve, sírva látjuk.
|  | Itt a vége a cselekmény részletezésének! |